# Lantchkhouti
 (février 2019).
Si vous disposez d'ouvrages ou d'articles de référence ou si vous connaissez des sites web de qualité traitant du thème abordé ici, merci de compléter l'article en donnant les références utiles à sa vérifiabilité et en les liant à la section « Notes et références ».
Lantchkhouti (en géorgien : ლანჩხუთი) est une ville située dans la région de Gourie, dans l'ouest de la Géorgie. Sa population est 6 395 habitants (2014).
Lantchkhouti a obtenu le statut de ville en 1961. À l'époque soviétique, cette ville jouait un rôle important dans la région située aux alentours. De nos jours, elle reste la capitale du district de Lantchkhouti qui se situe dans la région de Gourie.
Lantchkhouti est une ville industrielle disposant d'usines de transformation du thé, de mise en conserve, de viande et de produits laitiers ainsi que de carrelage et de briques. La ville est desservie par une gare située sur la ligne Samtredia-Batoumi.

## Personnalité
- Noé Jordania, président du gouvernement géorgien en 1919, est natif de Lantchkhouti.

## Jumelages
- Cody, États-Unis